# Fessura branchiale
Le fessure branchiali o solchi faringei sono delle strutture morfologiche presenti in alcuni gruppi di deuterostomi: i cordati (vertebrati, cefalocordati e urocordati) e gli emicordati.
Questo carattere è stato talvolta considerato come una sinapomorfia di un clade dei faringotremati, ma la filogenesi molecolare e alcuni caratteri morfologici hanno portato al raggruppamento degli echinodermi e degli emicordati all'interno del clade degli ambulacrari. Pertanto, la presenza di fessure branchiali può essere considerata come un carattere ancestrale (plesiomorfia) dei deuterostomi.
Sono presenti nell'uomo agli inizi del suo sviluppo embrionale verso la V-IX settimana di sviluppo in utero.
Questi solchi sono delle strutture transitorie costituite da ectoderma situato davanti agli archi branchiali.
- Il primo solco dà origine all'epitelio del condotto uditivo esterno e a una parte della membrana timpanica.
- Gli altri solchi regrediscono a scapito dello sviluppo del II arco branchiale. Questi formano transitoriamente i seni cervicali, che scompaiono sotto l'effetto della flessione cervicale.